# Ana Carolina Azevedo
Ana Carolina de Jesus Azevedo (São Roque, 19 de maio de 1998) é uma velocista e atleta olímpica brasileira. Ela compete nas categorias 100m, 200m e 4x100m. Já foi campeã brasileira 5 vezes, participou dos Jogos Olímpicos de Tóquio 2020 e dos Jogos Sul-Americanos de 2022. Ela também é 3º SGT da Marinha do Brasil.

## Biografia
Ana Carolina Azevedo teve seu primeiro contato com o atletismo na EMEF Maria Aparecida de Oliveira Ribeiro, localizada em Mairinque, interior de São Paulo. Ela posteriormente se mudou para São Roque, onde continuou a se desenvolver até os 15 anos. Aos 17 anos de idade, Ana Carolina Azevedo alcançou o seu primeiro feito notável na carreira durante uma competição escolar. Competindo no Mundial Escolar de Atletismo, sediado na cidade de Wuhan, na China, a atleta garantiu a medalha de ouro na prova dos 200m. Após isso, mudou-se para a cidade de São Paulo e passou a treinar com o lendário treinador brasileiro Katsuhico Nakaya durante seu último ano como juvenil. Iniciou sua trajetória competitiva na categoria pré-mirim, participando de provas de salto em distância e corridas de 75 metros. 
"Quando eu era criança, sempre fui muito ativa e adorava brincar com os meninos. Foi o professor de educação física que me recomendou o atletismo"
Os resultados de Ana Carolina a levaram a se juntar à equipe de revezamento 4x100m feminino do Brasil, formando um time ao lado de Rosângela Santos, Vitória Rosa e Ana Claudia Santos.
Ana já participou 5 vezes do Troféu Brasil de atletismo: na 1ª vez, em 2019, ela conquistou 2 pratas, nos 200m e no revezamento 4x100m, e 1 bronze, nos 100m; na 2ª, em 2020, ela ganhou 1 ouro, nos 200m, e 2 pratas, nos 100m e no revezamento 4x100m; na 3ª, em 2021, foram 4 medalhas, 2 de ouros, nos 200m e no revezamento 4x100m, e 2 de bronze, nos 100m e no revezamento 4x400m; na 4ª, em 2022, ela levou 2 pratas, nos 200m e no revezamento 4x100m, e 1 bronze, nos 100m; e na 5ª e ultima vez, em 2023, Ana conquistou uma medalha de cada, a ouro foi no revezamento 4x100m, a de prata foi nos 200m e a de bronze foi nos 100m.
Ela foi considerada a melhor atleta do Brasileiro Sub-23 em 2019. Ela também participou dos Jogos Olímpicos de Tóquio 2020, onde alcançou a 5ª colocação nos 200m, fazendo seu melhor tempo 23s20. Em 2021, Ana Carolina competiu no Mundial de Revezamento em Chorzow, na Polônia, onde sua equipe chegou a conquistar o 1º lugar, porém, devido a um descuido de Ana, que pisou na linha entre raias na curva dos 200m, a equipe foi desclassificada, quase comprometendo sua participação nos Jogos Olímpicos que aconteceram naquele mesmo ano. Nos Jogos Sul-americanos Assunção 2022, ela conquistou 1 medalha de ouro, nos 100m, e 2 medalhas de bronze, nos 200m e no Revezamento 4x100m.
Em 2023, ela esteve entre os 22 atletas do Esporte Clube Pinheiros (ECP) que foram convocados, pela Confederação Brasileira de Atletismo (CBAt), para fazer parte da Seleção Brasileira de Atletismo que competiu no Sul-Americano de Atletismo de São Paulo. Nesse mesmo ano, ela participou do GP da Argentina, onde venceu nos 100m, com a marca de 11s41.
Ela disputou uma medalha nos Jogos Pan-Americanos 2023 que aconteceram em Santiago, no Chile, onde conquistou o 1º lugar na semifinal dos 200m terminando a prova em 23s61, e na final ficou com o bronze. Ela competiu nas categorias 200m e 4x100m.

### Ranking Brasileiro de 2023 - Adulto - Feminino
- 100 metros: 3ª colocação (11s19)[27]
- 200 metros: 2ª colocação (22s99)[28]
- Revezamento 1x400 metros: 1ª colocação (43s46)[29]

### Ranking de Todos os Tempos - Adulto - Feminino
- 100 metros: 7ª colocação (11s19)[30]
- 200 metros: 9ª colocação (22s11)[31]
- Revezamento 1x400 metros: 13ª colocação (43s45)[32]

## Títulos

### Na Juventude
Campeonatos Brasileiros Caixa de Atletismo Interclubes de Juvenis
- Prata: Revezamento 4x100m (São Bernardo do Campo, 2014)[33]
- Prata: Revezamento 4x100m (Maringá, 2014)[33]
- Prata: 200m (Recife, 2014)[33]
- Ouro: Revezamento medley (Recife, 2014)[33]
- Bronze: 100m (João Pessoa, 2014)[33]

Mundial Escolar de Atletismo
- Ouro: 200m (Wuhan, 2015)[6]

### Profissional
Troféu Brasil de Atletismo
- Prata: 200m (Bragança Paulista, 2019)[34]
- Prata: Revezamento 4x100m (Bragança Paulista, 2019)[35]
- Bronze: 100m (Bragança Paulista, 2019)[36]
- Ouro: 200m (São Paulo, 2020)[10]
- Prata: Revezamento 4x100m (São Paulo, 2020)[10]
- Prata: 100m (São Paulo, 2020)[10]
- Ouro: 200m (São Paulo, 2021)[37]
- Ouro: Revezamento 4x100m (São Paulo, 2021)[37]
- Bronze: 100m (São Paulo, 2021)[37]
- Bronze: Revezamento 4x400 metros (São Paulo, 2021)[37]
- Prata: 200m (Rio de Janeiro, 2022)[38]
- Prata: Revezamento 4x100m (Rio de Janeiro, 2022)[38]
- Bronze: 100m (Rio de Janeiro, 2022)[38]
- Ouro: Revezamento 4x100m (Cuiabá, 2023)[39]
- Prata: 200m (Cuiabá, 2023)[40]
- Bronze: 100m (Cuiabá, 2023)[41]

Jogos Sul-Americanos
- Ouro: 100m (Assunção, 2022)[42]
- Bronze: 200m (Assunção, 2022)[42]
- Bronze: Revezamento 4x100m  (Assunção, 2022)[42]

Jogos Pan-Americanos
- Bronze: 200m (Santiago, 2023)[25]